# 圆花叶蛛
圆花叶蛛（学名：Synaema globosum）为蟹蛛科花叶蛛属的动物。分布于日本、朝鲜、俄罗斯、欧洲以及中国大陆的黑龙江、吉林、辽宁、内蒙古、甘肃、河北、河南、山东、山西、湖北、湖南、江西、安徽、江苏、浙江等地，常生活于农田、山地、树丛以及草地等处。该物种的模式产地在欧洲。